# George Langelaan
George Langelaan, né le 20 janvier 1908 à Paris et mort le 9 février 1972 à Boulogne-Billancourt, est un écrivain et journaliste franco-britannique qui fut agent secret du Special Operations Executive pendant la Seconde Guerre mondiale. Il passa la majeure partie de sa vie en France. Parfaitement bilingue, il écrivit la plupart de ses articles, nouvelles et romans en français. Il est notamment connu du grand public pour sa nouvelle La Mouche (1957), adaptée au cinéma.

## Biographie

### Famille
Il est de père anglais et de mère française. Son père, d'origine hollandaise, travaillait à l'édition continentale du Daily Mail.

### Seconde Guerre mondiale
George Langelaan intervient en tant qu'agent au sein de l'Intelligence service ou MI-6.
Il se fait alors entièrement refaire le visage, pour ne pas être reconnu en ces temps troublés. Oreilles recollées, double menton, George Langelaan, le jeune officier anglais devient Georges Langdon, Français pétainiste avec sa petite moustache et sa mèche sur le côté.
Recruté par le Special Operations Executive, section française (F), il suit l'entraînement spécial.
Après plusieurs tentatives début août 1941 reportées en raison du mauvais temps, il est parachuté d’un bombardier Whitley, dans la nuit du 6 au 7 septembre 1941, à Tendu (au nord d’Argenton-sur-Creuse), avec cinq autres agents : André Bloch « Georges IX », Benjamin Cowburn «Benoît », Victor Gerson « René », Jean du Puy « Denis », Michael Trotobas « Michel ». Trois personnes constituent le comité de réception : Georges Bégué « Georges I », Max Hymans « Frédéric » et Auguste Chantraine « Octave », le maire de Tendu. Son nom de guerre est « Marcel ». Sa mission consiste à entrer en contact avec la résistance. Il s'arrange pour rencontrer le vieil Édouard Herriot, qui « ne désire pas partir ». Le 6 octobre, tandis qu'il attend de rencontrer l'opérateur radio Georges Bégué dans un restaurant de Châteauroux pour lui donner le message à transmettre sur le bilan de sa mission, il est arrêté par la police française. Il paye ainsi de sa liberté son refus catégorique, pendant son entraînement spécial, d'apprendre à manipuler lui-même les émetteurs radio. Après un séjour à Périgueux, il est conduit au camp de Mauzac, d'où il s'évade, le 16 juillet 1942, avec dix camarades (voir l'article Évasion de Mauzac).
À la Libération, il est l'un des premiers soldats britanniques à entrer dans Paris.

### Après la guerre
George Langelaan s’intéresse au paranormal et aux esprits, écrivant ainsi plusieurs histoires sur les fantômes. Il chasse les fantômes pendant plusieurs décennies sans en trouver la moindre trace. Il abandonne sa chasse après s'être rendu à l'évidence : les fantômes n'existent pas. La double adaptation cinématographique de sa nouvelle La Mouche (The Fly, 1957), est un très grand succès mondial. Dans les années 1960, il participe activement à la revue Planète — et à sa petite sœur Plexus — de Louis Pauwels, apôtre du réalisme fantastique. Il est également très actif au sein du journal Pilote de 1960 à 1963, transmettant aux enfants ses souvenirs d'agent secret. De juillet 1970 à février 1971, il devient collaborateur de la revue mensuelle Espionnage de Jacques Bergier, pour neuf numéros aux éditions Opta, en compagnie de Pierre Nord et Gabriel Véraldi du groupe XXX de la revue Planète.
Après avoir vécu à Auteuil, il s'installe avec son épouse au Mesnil-Saint-Denis (Yvelines) pour se rapprocher de son fils et de ses petits-enfants.
Amateur d'échecs, il enseigne ce jeu bénévolement à la Maison des Jeunes du Mesnil-Saint-Denis de 1969 à 1972.
Il a un fils, William, né en 1931, restaurateur de tableaux, mort le 13 mars 2014 au Mesnil-Saint-Denis (Yvelines).

## Œuvre

### Souvenirs de guerre
- Un nommé Langdon - mémoires d’un agent secret, coll. « Pavillons », éd. Robert Laffont, 1950
- Le Masque d'un agent secret – un nommé Langdon, éd. Robert Laffont, 1961 (réactualisation du premier ouvrage de Langelaan)
- Missions spéciales, éd. Hachette 1963, rééd. Club des Amis du Livre, 1963. Ce livre reprend Un nommé Langdon et Le masque d'un agent secret, et comprend deux chapitres supplémentaires : Le grand départ et Intelligence Service.
- L'École des espions, journal « Pilote », no 84 et no 85, juin 1961.

### Conférence
- L’Agent secret ou le crime légal, conférence donnée à l’Université des annales en février 1966, radiodiffusée le 24 mai 1966 ; rediff. sur France Culture les 8 janvier 2017 et 31 juillet 2022 dans le cadre de la Nuit spéciale des espions, à 0 h 39.

### Enquêtes
- Les Nouveaux Parasites, avec Jean Barral, éd. Denoël, 1969

### Fiction
- Attentat / Carabine / 2e, éd. Robert Laffont, 1952.
- Les Carnets secrets de l'agent P.p. 751, journal « Pilote », de 1961 à 1963. Le premier article figure dans le no 92 du 27 juillet 1961 (recueil no 8).
- Nouvelles de l'Anti-Monde, éd. Robert Laffont, 1962, rééd. Marabout « Géant », no 252, 1966 (inclut The Fly qui parut dans Playboy en juin 1957 aux États-Unis ; La Dame d'outre nulle-part et La Mouche ont été reprises dans de nombreuses anthologies), nouvelle édition L'Arbre vengeur, 2018 (préface Hubert Prolongeau)
- L'Indice à l'envers, éd. Presses Internationales, coll. « Inter-Police Choc », no 12, 1963.
- Les 20 Meilleurs Récits de science-fiction, éd. Marabout « Géant », no 207 (nouvelle), 1964.
- Titres parus dans la collection de poche « Agent Secret », éditions Robert Laffont. Cette collection, qui comprit une quarantaine de titres, fut dirigée par George Langelaan de 1964 à 1966. Les huit ouvrages de l’auteur dans la série furent réédités en 1992 chez le même éditeur :
  - no 5 : Torpillez la torpille, 1964.
  - no 13 : Le Dauphin parle trop, 1964.
  - no 18 : Attentat - carabine - 2e, 1964 (1re rééd.).
  - no 21 : Le Zombi express, 1964.
  - no 25 : Shalom, Grenat !, 1965.
  - no 29 : La Mort au ralenti, 1965.
  - no 34 : Club méditerranée, 1965.
  - no 37 : Salade de têtes, 1965.
- Les faits maudits, coll. « Encyclopédie Planète », no  28, éd. Planète, 1967.
- Le Vol de l'anti « G », roman, éd. Denoël - Planète, 1968.
- Les Nouveaux Parasites (+ Jean Barral), éd. Denoël, 1969.
- Treize fantômes (récits), éd. Albin Michel, 1971, rééd. Service Culturel de France, 1972.
- L'Histoire invisible (Dossier « Planète », 10 ans de recherches »), du Groupe XXX (George Langelaan, Jacques Bergier (Jacques Verne), Luc Geslin, Francis Lacassin, Frédéric Pohl, Gabriel Véraldi, Roger Wybot, Pierre Nord,..), éd. Planète, 1972.
- La Mouche suivi de Temps mort, Paris, éd. Flammarion, coll. « GF-Étonnants Classiques », 2008. Introduction, chronologie et dossier de Frédéric Maget.

### Préface
- Les Chefs-d'œuvre du crime, par Jacques Sternberg et Alex Gall, éd. Planète, 1965

### Audiovisuel
- L’Homme aux deux visages, émission de la série télévisée « Les Conteurs » d’André Voisin, diffusée le 9 février 1972, au moment même de sa mort, Document INA
- Le « Bœuf sur le toit » (à propos du café-bar parisien de l’entre deux-guerres), France-Culture, la nuit du 9 septembre 2000 (archives INA radio). Langelaan évoque son adolescence à 3 h 0
- George Langelaan, écrivain et agent-secret, émission « Côté pile, côté face » de François-Xavier Freland, France-Info, samedi 14 septembre 2002

## Adaptations

### Adaptations au cinéma
Adaptations cinématographiques, toutes issues de « Nouvelles de l'Anti-Monde » :
- La Mouche noire, de Kurt Neumann, USA, 1958 (a eu deux suites, Le Retour de la mouche, d'Edward Bernds USA, en 1959, et La Malédiction de la mouche, de Don Sharp USA, en 1965)
- Les Robots pensants (le collectionneur de cerveaux INA), France, de Michel Subiela, réalisé pour la télévision en 1976
- La Mouche (The Fly), de David Cronenberg USA, 1986, (a eu une suite, La Mouche 2, de Chris Walas USA, en 1989)
- Le Miraculé de Jean-Pierre Mocky, France 1987, inspiré de la première nouvelle du recueil : "Le Miracle"

### Adaptation à la télévision
- Temps mort a été adapté dans un téléfilm de l'Office national de radiodiffusion télévision française diffusé le 19 octobre 1968[4].

### Adaptation à la radio
- La Mouche a été adaptée en pièce radiophonique sur France Inter dans l'émission Au théâtre de l’Étrange à la fin des années 1960.

### Adaptation en jeu de rôle
- La Mouche a été adaptée en jeu de rôle (magazine « Chroniques d’Outre Monde », no 7, mai-juin 1987).

### Adaptation à l’opéra
La nouvelle La Mouche a été adaptée à l'opéra, sur une commande du Los Angeles Orchestra (directeur Plácido Domingo) à David Cronenberg, réalisateur du film de 1986 :
- The Fly (La Mouche), musique de Howard Shore, livret de David Henry Hwang. La création mondiale a eu lieu le 2 juillet 2008 au théâtre du Châtelet à Paris. Par Daniel Okulitch (Seth Brundle, baryton-basse), Ruxandra Donose (Veronica Quaife, soprano), David Curry (Sathis Borans), Orchestre philharmonique de Radio France, Plácido Domingo (direction), chœur du Châtelet, chœur de jeunes du CRR d’Aubervilliers-La Courneuve, David Cronenberg (mise en scène), Dante Ferretti (décors).

### Adaptation au théâtre
- 2020 : La Mouche, adaptation et mise en scène de Valérie Lesort et Christian Hecq, Théâtre des Bouffes-du-Nord (Paris).

### Source
- Michael R. D. Foot, SOE in France, HMSO, 1966. (pour la période de Seconde Guerre mondiale, lorsque George Langelaan était agent du SOE).
- Adieu Mauzac, téléfilm de Jean Kerchbron, 1970. Dans ce téléfilm, qui relate l’évasion du camp de Mauzac du 16 juillet 1942, le rôle de George Langelaan est joué par Yves Barsacq.